# Lirim Kastrati (calciatore 16 gennaio 1999)
Lirim Kastrati (Kamenicë, 16 gennaio 1999) è un calciatore kosovaro, attaccante del Fehérvár.

## Carriera

### Club
L'11 agosto 2017 viene acquistato a titolo definitivo dalla squadra croata della Lokomotiva Zagabria.

### Nazionale
Ha giocato nella nazionale kosovara Under-19.
Debutta con la maglia della nazionale kosovara Under-21 il 14 novembre 2017 nella partita valida per le qualificazioni all'Europeo 2019, pareggiata per 0-0 contro l'Azerbaigian.
Tra il 2018 ed il 2022 ha totalizzato complessivamente 18 presenze e 2 reti con la maglia della nazionale maggiore kosovara.

## Statistiche

### Presenze e reti nei club
Statistiche aggiornate al 17 ottobre 2021.
| Stagione               | Squadra                | Campionato             | Campionato | Campionato | Coppe nazionali | Coppe nazionali | Coppe nazionali | Coppe continentali | Coppe continentali | Coppe continentali | Altre coppe | Altre coppe | Altre coppe | Totale | Totale |
| Stagione               | Squadra                | Comp                   | Pres       | Reti       | Comp            | Pres            | Reti            | Comp               | Pres               | Reti               | Comp        | Pres        | Reti        | Pres   | Reti   |
| ---------------------- | ---------------------- | ---------------------- | ---------- | ---------- | --------------- | --------------- | --------------- | ------------------ | ------------------ | ------------------ | ----------- | ----------- | ----------- | ------ | ------ |
| gen.-giu. 2018         | Lokomotiva Zagabria    | 1. HNL                 | 14         | 3          | CC              | 1               | 0               | -                  | -                  | -                  | -           | -           | -           | 15     | 3      |
| 2018-2019              | Lokomotiva Zagabria    | 1. HNL                 | 32         | 7          | CC              | 3               | 0               | -                  | -                  | -                  | -           | -           | -           | 35     | 7      |
| 2019-2020              | Lokomotiva Zagabria    | 1. HNL                 | 34         | 11         | CC              | 5               | 0               | -                  | -                  | -                  | -           | -           | -           | 39     | 11     |
| Totale Lok. Zagabria   | Totale Lok. Zagabria   | Totale Lok. Zagabria   | 80         | 21         |                 | 9               | 0               |                    | -                  | -                  |             | -           | -           | 89     | 21     |
| 2020-2021              | Dinamo Zagabria        | 1. HNL                 | 27         | 2          | CC              | 3               | 0               | UCL+UEL            | 2+9                | 1+1                | -           | -           | -           | 41     | 4      |
| lug.-set. 2021         | Dinamo Zagabria        | 1. HNL                 | 5          | 0          | CC              | 0               | 0               | UCL                | 5                  | 0                  | -           | -           | -           | 10     | 0      |
| Totale Dinamo Zagabria | Totale Dinamo Zagabria | Totale Dinamo Zagabria | 32         | 2          |                 | 3               | 0               |                    | 16                 | 2                  |             | -           | -           | 51     | 4      |
| set. 2021-2022         | Legia Varsavia         | EK                     | 5          | 0          | CP              | 2               | 1               | UCL+UEL            | 0+3                | 0+1                | SP          | -           | -           | 10     | 2      |
| Totale carriera        | Totale carriera        | Totale carriera        | 117        | 23         |                 | 14              | 1               |                    | 19                 | 3                  |             | 0           | 0           | 150    | 27     |

### Cronologia presenze e reti in nazionale
| Cronologia completa delle presenze e delle reti in nazionale ― Kosovo | Cronologia completa delle presenze e delle reti in nazionale ― Kosovo | Cronologia completa delle presenze e delle reti in nazionale ― Kosovo | Cronologia completa delle presenze e delle reti in nazionale ― Kosovo | Cronologia completa delle presenze e delle reti in nazionale ― Kosovo | Cronologia completa delle presenze e delle reti in nazionale ― Kosovo | Cronologia completa delle presenze e delle reti in nazionale ― Kosovo | Cronologia completa delle presenze e delle reti in nazionale ― Kosovo |
| Data                                                                  | Città                                                                 | In casa                                                               | Risultato                                                             | Ospiti                                                                | Competizione                                                          | Reti                                                                  | Note                                                                  |
| --------------------------------------------------------------------- | --------------------------------------------------------------------- | --------------------------------------------------------------------- | --------------------------------------------------------------------- | --------------------------------------------------------------------- | --------------------------------------------------------------------- | --------------------------------------------------------------------- | --------------------------------------------------------------------- |
| 11-10-2018                                                            | Pristina                                                              | Kosovo                                                                | 3 – 1                                                                 | Malta                                                                 | UEFA Nations League 2018-2019 - 1º turno                              | -                                                                     | 83’ 90+4’                                                             |
| 21-3-2019                                                             | Pristina                                                              | Kosovo                                                                | 2 – 2                                                                 | Danimarca                                                             | Amichevole                                                            | -                                                                     | 81’                                                                   |
| 10-10-2019                                                            | Pristina                                                              | Kosovo                                                                | 1 – 0                                                                 | Gibilterra                                                            | Amichevole                                                            | -                                                                     | 46’                                                                   |
| 8-10-2020                                                             | Skopje                                                                | Macedonia del Nord                                                    | 2 – 1                                                                 | Kosovo                                                                | Qual. Euro 2020                                                       | -                                                                     | 75’                                                                   |
| 11-10-2020                                                            | Pristina                                                              | Kosovo                                                                | 0 – 1                                                                 | Slovenia                                                              | UEFA Nations League 2020-2021 - 1º turno                              | -                                                                     | 78’                                                                   |
| 14-10-2020                                                            | Amarousio                                                             | Grecia                                                                | 0 – 0                                                                 | Kosovo                                                                | UEFA Nations League 2020-2021 - 1º turno                              | -                                                                     |                                                                       |
| 11-11-2020                                                            | Elbasan                                                               | Albania                                                               | 2 – 1                                                                 | Kosovo                                                                | Amichevole                                                            | -                                                                     | 46’                                                                   |
| 15-11-2020                                                            | Lubiana                                                               | Slovenia                                                              | 2 – 1                                                                 | Kosovo                                                                | UEFA Nations League 2020-2021 - 1º turno                              | -                                                                     | 71’                                                                   |
| 18-11-2020                                                            | Pristina                                                              | Kosovo                                                                | 1 – 0                                                                 | Moldavia                                                              | UEFA Nations League 2020-2021 - 1º turno                              | 1                                                                     |                                                                       |
| 24-3-2021                                                             | Pristina                                                              | Kosovo                                                                | 4 – 0                                                                 | Lituania                                                              | Amichevole                                                            | -                                                                     | 46’                                                                   |
| 28-3-2021                                                             | Pristina                                                              | Kosovo                                                                | 0 – 3                                                                 | Svezia                                                                | Qual. Mondiali 2022                                                   | -                                                                     | 71’                                                                   |
| 31-3-2021                                                             | Siviglia                                                              | Spagna                                                                | 3 – 1                                                                 | Kosovo                                                                | Qual. Mondiali 2022                                                   | -                                                                     | 55’                                                                   |
| 1-6-2021                                                              | Pristina                                                              | Kosovo                                                                | 4 – 1                                                                 | San Marino                                                            | Amichevole                                                            | -                                                                     |                                                                       |
| 4-6-2021                                                              | Klagenfurt am Wörthersee                                              | Kosovo                                                                | 2 – 1                                                                 | Malta                                                                 | Amichevole                                                            | -                                                                     | 61’                                                                   |
| 2-9-2021                                                              | Batumi                                                                | Georgia                                                               | 0 – 1                                                                 | Kosovo                                                                | Qual. Mondiali 2022                                                   | -                                                                     | 63’ 68’                                                               |
| 5-9-2021                                                              | Pristina                                                              | Kosovo                                                                | 1 – 1                                                                 | Grecia                                                                | Qual. Mondiali 2022                                                   | -                                                                     | 36’ 46’                                                               |
| 12-10-2021                                                            | Pristina                                                              | Kosovo                                                                | 1 – 2                                                                 | Georgia                                                               | Qual. Mondiali 2022                                                   | -                                                                     | 59’ 90+3’                                                             |
| 16-11-2022                                                            | Pristina                                                              | Kosovo                                                                | 2 – 2                                                                 | Armenia                                                               | Amichevole                                                            | -                                                                     | 37’                                                                   |
| 19-11-2022                                                            | Pristina                                                              | Kosovo                                                                | 1 – 1                                                                 | Fær Øer                                                               | Amichevole                                                            | -                                                                     | 63’                                                                   |
| Totale                                                                |                                                                       | Presenze                                                              | 19                                                                    |                                                                       | Reti                                                                  | 2                                                                     |                                                                       |

| Cronologia completa delle presenze e delle reti in nazionale ― Kosovo under 21 | Cronologia completa delle presenze e delle reti in nazionale ― Kosovo under 21 | Cronologia completa delle presenze e delle reti in nazionale ― Kosovo under 21 | Cronologia completa delle presenze e delle reti in nazionale ― Kosovo under 21 | Cronologia completa delle presenze e delle reti in nazionale ― Kosovo under 21 | Cronologia completa delle presenze e delle reti in nazionale ― Kosovo under 21 | Cronologia completa delle presenze e delle reti in nazionale ― Kosovo under 21 | Cronologia completa delle presenze e delle reti in nazionale ― Kosovo under 21 |
| Data                                                                           | Città                                                                          | In casa                                                                        | Risultato                                                                      | Ospiti                                                                         | Competizione                                                                   | Reti                                                                           | Note                                                                           |
| ------------------------------------------------------------------------------ | ------------------------------------------------------------------------------ | ------------------------------------------------------------------------------ | ------------------------------------------------------------------------------ | ------------------------------------------------------------------------------ | ------------------------------------------------------------------------------ | ------------------------------------------------------------------------------ | ------------------------------------------------------------------------------ |
| 14-11-2017                                                                     | Baku                                                                           | Azerbaigian under 21                                                           | 0 – 0                                                                          | Kosovo under 21                                                                | Qual. Europeo Under-21 2019                                                    | -                                                                              | 46’                                                                            |
| Totale                                                                         |                                                                                | Presenze                                                                       | 1                                                                              |                                                                                | Reti                                                                           | 0                                                                              |                                                                                |

## Palmarès

### Club

#### Competizioni nazionali
- Coppa di Croazia: 1

Dinamo Zagabria: 2020-2021
- Campionato croato: 1

Dinamo Zagabria: 2020-2021